# ¡Viva la libertad, carajo!

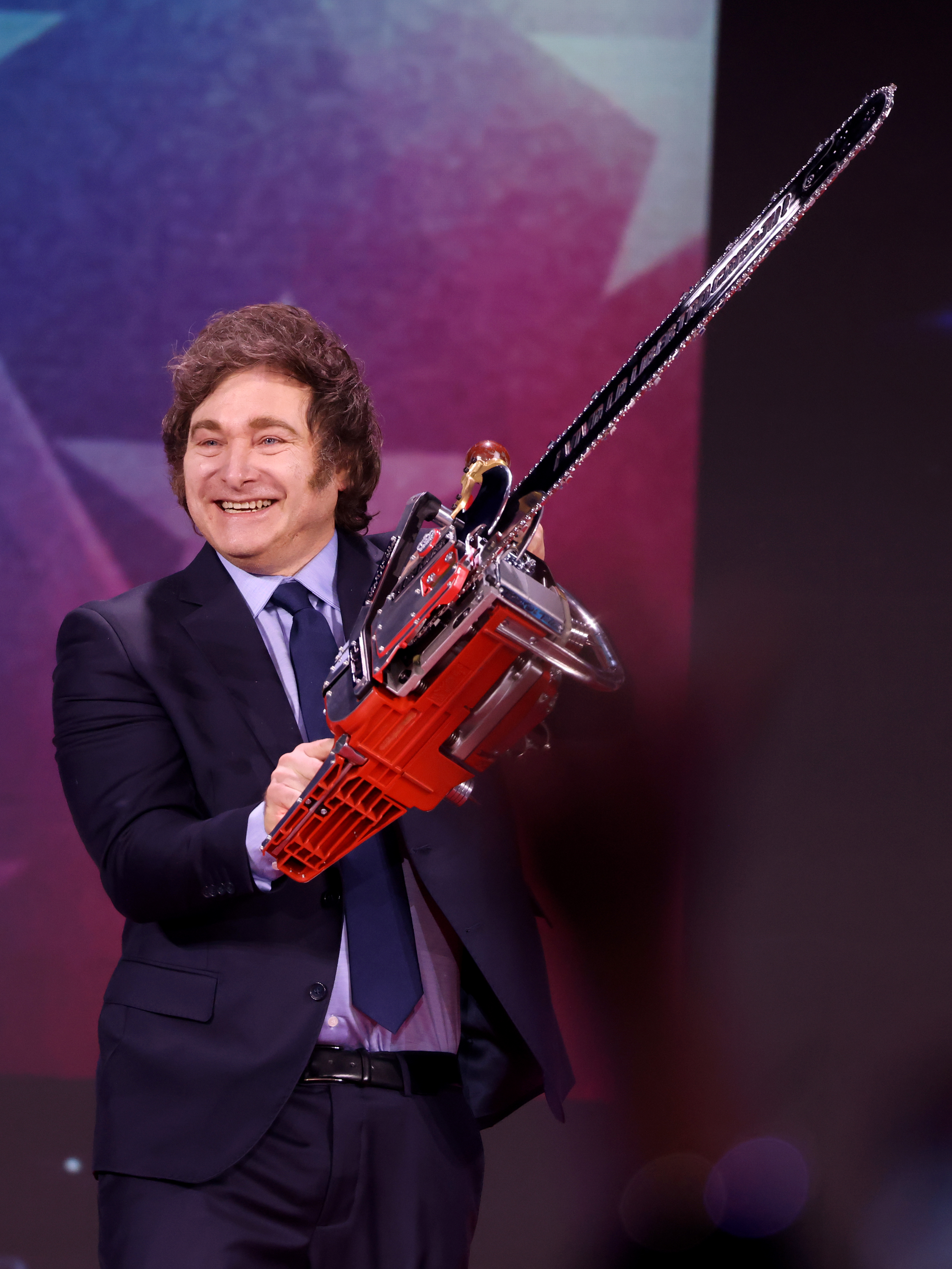
Javier Milei, sosteniendo una motosierra con la frase grabada.

¡Viva la libertad, carajo!, a veces abreviado como ¡VLLC!, es un latiguillo y eslogan de campaña asociado principalmente con el presidente argentino Javier Milei, quien se auto declara liberal-libertario.

## Origen y uso de la frase
Autodefinido como anarcocapitalista en la teoría y minarquista en la práctica, Milei es conocido por sus excentricidades políticas, como usar motosierras como utilería, ondear banderas negras y amarillas asociadas con el anarcocapitalismo y usar lenguaje vulgar. Milei popularizó «¡Viva la libertad, carajo!» durante su campaña parlamentaria de 2021 y luego en su campaña presidencial de 2023. La usa con mayor frecuencia como frase final en sus discursos También la ha usado en los pies de foto de sus publicaciones en redes sociales, como en fotos con el entonces presidente de Estados Unidos, Donald Trump, y el actor y cineasta Sylvester Stallone.
La frase fue dicha originalmente por Osvaldo Bayer en un video promocional del Canal Encuentro en 2017.  En 2024, se estrenó una docuserie de seis partes sobre Milei, titulada ¡Viva la libertad, carajo!
En la Conferencia Política de Acción Conservadora (CPAC) de 2025, Elon Musk le regaló a Milei una motosierra con el lema grabado en la barra.
El ministro de Asuntos Exteriores israelí, Gideon Sa'ar, publicó el lema después de los ataques israelíes a la prisión de Evin y al reloj de la plaza Palestina en la guerra Irán-Israel.

## Controversias
Con el nombre de Viva la libertad Project se realizó un proyecto de inversión en criptomonedas con características de un tipo de fraude conocido como pump and dump, que fue promocionado por el propio presidente Milei.